# Sáfrányszínű likacsgomba
A sáfrányszínű likacsgomba (Hapalopilus croceus) a likacsosgombafélék családjába tartozó, Eurázsiában és Észak-Amerikában honos, lombos fák elhalt vagy meggyengült törzsén élő, nem ehető gombafaj.

## Megjelenése
A sáfrányszínű likacsgomba termőteste 4-10 (20) cm széles 3-5 (20) cm-re nyúlik előre és akár 6 cm vastag; alakja konzolos, fiatalon gumószerű, majd félkör vagy vese alakúvá szélesedik. Felszíne finoman molyhos-nemezes. Pereme tompa, kissé beszegett. Színe narancsos-okkeres, élénksárga vagy sötét narancssárga, idősen barnul. 
Termőrétege csöves. A pórusok kerekek vagy szögletesek, szűkek (2-3 db/mm), 2-4 mm mélyek. Színe élénk narancsszínű, vagy halvány sárgásvörös, sérülésre nem változik.
Húsa vastag, fiatalon lédús, viszonylag puha és szivacsos; kiszáradva összezsugorodik, idősen kemény. Színe narancssárgán, pasztellnarancsosan, barnásan zónázott. Szaga és íze nem jellegzetes. Kálium-hidroxiddal azonnal sötét kárminvörös-vöröseslila színreakciót ad.
Spórapora fehér. Spórája elliptikus, sima, inamiloid, mérete 4-5,5 x 2,5-3,5 µm. 

### Hasonló fajok
A narancsszínű likacsosgomba vagy az aranyos likacsosgomba hasonlíthat hozzá. 

## Elterjedése és élőhelye
Eurázsiában és Észak-Amerikában honos. Magyarországon nagyon ritka, korábban kipusztultnak hitték, 2018-ban fedezték fel ismét a Vértesben.
Elhalt vagy meggyengült lombos fák (főleg tölgyön és gesztenyén) törzsén él, azok anyagában fehérkorhadást okoz. Parazita is lehet. Kizárólag vastag törzsű, öreg fákon jelenik meg. Minden évben új termőtestet növeszt, júniustól novemberig terem.
Nem ehető. 
Magyarországon 2013 óta védett, természetvédelmi értéke 10 000 Ft.